# Michiel De Meyer
Michiel De Meyer (Mortsel, 4 december 1993) is een Vlaams acteur. Hij werd bekend door zijn rol als Arne in de Vlaamse soap Thuis en de Vlaamse jongerenreeks Ghost Rockers.
Na zijn overwinning van Steracteur Sterartiest in 2017 zocht hij lang naar zijn eigen muzikale identiteit. Sinds 2021 schrijft hij samen met Martijn Claes nieuwe Nederlandstalige muziek als Bruurs.

## Biografie
De Meyer stond reeds op 12-jarige leeftijd op de planken. Als kindacteur speelde hij mee in onder andere de Studio 100-musical Pinokkio in 2006.
Hij volgde de opleiding musicaltheater aan de Fontys Hogeschool voor de Kunsten, waarna hij in Nederland in verschillende musicals te zien was. 
In het voorjaar van 2016 maakte De Meyer zijn opwachting in de Vlaamse soap Thuis, waar hij gestalte geeft aan het personage Arne. In het najaar van 2016 speelde hij de rol van Jules Curtis in de jongerenreeks Ghost Rockers.
In de herfst van 2017 was hij een van de deelnemers van het vierde seizoen van Steracteur Sterartiest wat hij op 28 december 2017 won.
Na een lange muzikale zoektocht lanceerde hij op 19 april 2021 samen met Martijn Claes als Bruurs een eerste single 'Over het muurke van ons moeder'. Later dat jaar verscheen 'Eb en vloed'. In 2022 verscheen 'Tindernet' een nummer samen geschreven met Jérémie Vrielynck die ook de productie voor zijn rekening nam.

## Televisie
| Jaar         | Serie                      | Rol               | Opmerking                       |
| ------------ | -------------------------- | ----------------- | ------------------------------- |
| 2016         | Coppers                    | Andreas           | Gastrol in aflevering "Dim Sum" |
| 2016 - 2019  | Thuis                      | Arne Guns         | Nevenrol                        |
| 2016 - 2017  | Ghost Rockers              | Jules Curtis      | Nevenrol                        |
| 2017 - 2018  | Biba & Loeba               | Loeba             | Hoofdrol                        |
| 2022 - 2023  | Lisa                       | Ben Veirman       | Hoofdrol                        |
| 2022 - heden | Samson en Marie IJsjestijd | Brandweerman Bill | Nevenrol                        |

## Theater (selectie)
| Jaar       | Productie                 | Producent                      | Rol                                            |
| ---------- | ------------------------- | ------------------------------ | ---------------------------------------------- |
| 2006       | Pinokkio                  | Studio 100                     | Kinderensemble                                 |
| 2010       | Jungle Boek               | Event-Team                     | Mowgli                                         |
| 2011       | Hans & Grietje            | Event-Team                     | Hans                                           |
| 2014       | Marie Antoinette          | Historalia                     | Arno                                           |
| 2015       | Hartsvrienden             | Van Lambaart Theaterproducties | ensemble us Sammy                              |
| 2015       | Kiss of the Spider Woman  | OpusOne                        | Fuentes Gabriel                                |
| 2016       | Albert I                  | Historalia                     | Jean                                           |
| 2016       | Beauty And The Beast      | Marmalade                      | Ensemble                                       |
| 2017       | Goodbye, Norma Jeane      | Judas TheaterProducties        | Henri, Bobby Kennedy, Reporter, ...            |
| 2017       | Musical Zingt 90’s        | jamaja producties              | zichzelf                                       |
| 2017       | The Little Mermaid        | Marmalade                      | Ensemble & alternate prins Erik                |
| 2017       | '40-'45                   | Studio 100                     | Ensemble / Alternate Louis Segers              |
| 2019       | Titanic de musical        | Festivaria                     | Frederick Barret                               |
| 2019       | TROEP!                    | Studio 100                     | Dimitri                                        |
| 2020       | Mamma Mia!                | Deep Bridge                    | Sky                                            |
| 2021       | Daens                     | Studio 100                     | Jan de Meeter (afwisselend met Jelle Cleymans) |
| 2022       | Vergeet Barbara           | Studio 100                     | Slisse                                         |
| 2023       | Red Star Line             | Studio 100                     | Cyriel de Graeve / Alternate Jan Leemans       |
| 2023-heden | Samson en Marie Zomershow | Studio 100                     | Brandweerman Bill                              |
| 2023-heden | Samson en Marie Kerstshow | Studio 100                     | Brandweerman Bill                              |
| 2024       | De 3 Biggetjes            | Studio 100                     | Willy de wolf                                  |
| 2024       | Sneeuwwitje               | Studio 100                     | Prins                                          |
| 2025       | Shrek                     | Van Hoorne                     | Shrek                                          |